# 道の駅南きよさと

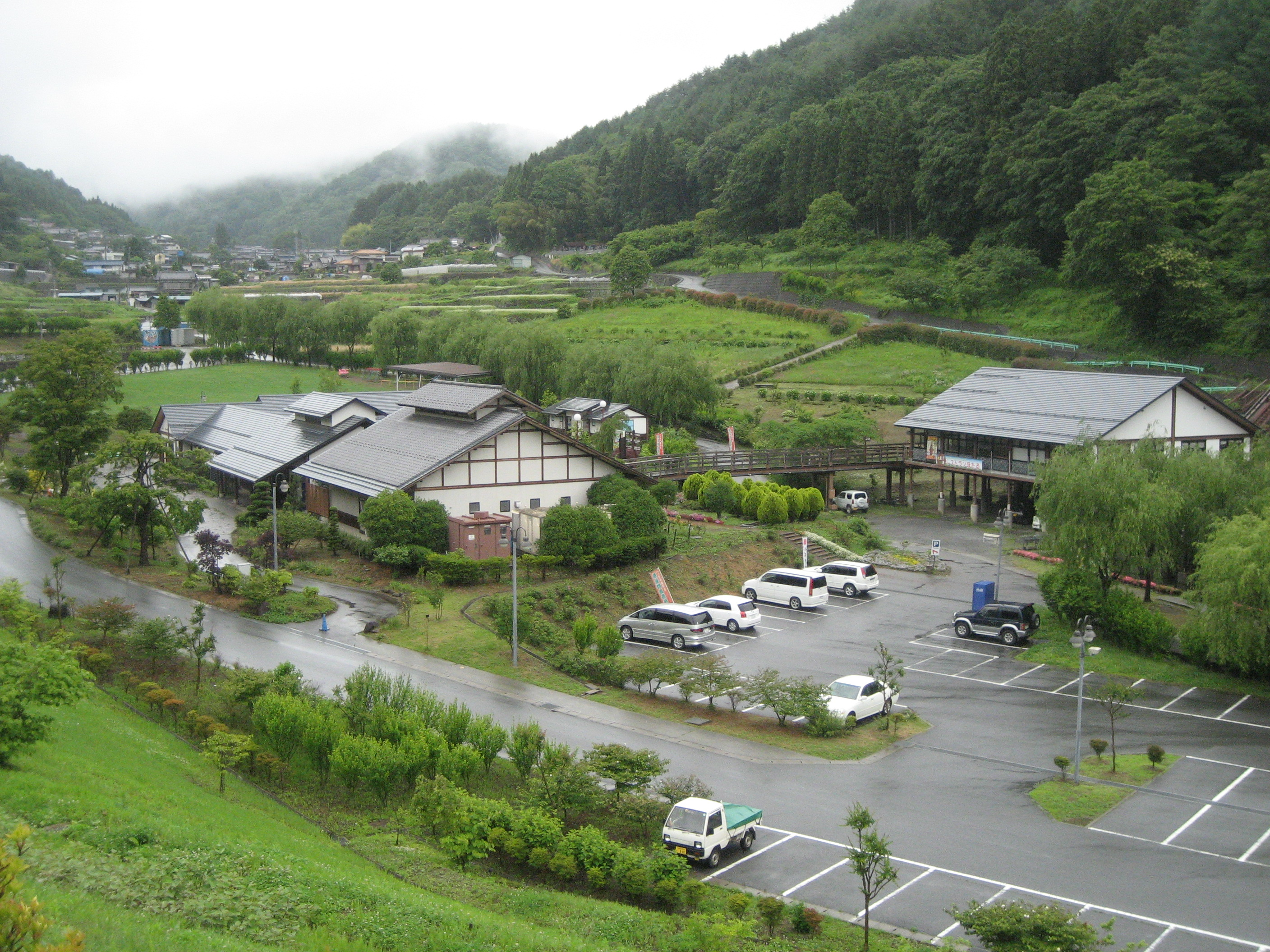
道の駅南きよさと全景

道の駅南きよさと（みちのえき みなみきよさと）は、山梨県北杜市高根町長沢にある国道141号の道の駅である。指定管理者として中巨摩郡昭和町の株式会社アルプスが運営する。

## 施設
- 駐車場
  - 普通車：312台
  - 大型車：6台
  - 身障者用：2台
- トイレ（いずれも24時間利用可能）
  - 男：大 4器、小 10器
  - 女：10器
  - 身障者用：2器
- 情報観光案内コーナー（午前9時 - 午後5時30分）
- レストランほたる
- リフトカー・展望施設
- 休憩施設

## 休館日
- 12月31日 - 1月1日
- 1月・2月の火曜日

## 周辺
- 花の森公園
- 大門ダム
  - 清里湖
- 山梨県道608号長沢小淵沢線